# Барабанна машина
Барабанната машина (на английски: drum machine) е електронно устройство, което чрез електрически сигнали имитира барабани и други видове ударни инструменти. Много от моделите включват опцията за създаване на ритъм (бийт) и различни ефекти.

## Устройство
По-старите работят само с вградени аудио-семпли, докато при по-новите – например серията Electribe на Korg – могат да се зареждат и други аудио-семпли от някакъв носител.
Като отделна категория могат да се посочат дръм машини, които без готови семпли генерират звук на принципа на аналоговия (субтрактивен) синтез (виж синтезатор). Култови примери за такива машини са Roland TR 808 и TR 909, незабелязани в своете време, но определили звука на електронната музика през 90-те.
Най-често се ползва в електронната музика заради точността си – въведената стойност на показателя удари в минута (bpm, beats per minute) е постоянна и не се променя както при истински барабанист, тъй като това все пак е машина. Съществуват и варианти за „очовечаване“ на това машинно звучене, като Oberheim Drummer (MIDI процесор, използван в комбинация с дръм машина), Roland R-8 Human Rhythm Composer и други. Най-просто казано, прилага се алгоритъм, който в определена степен „измества“ позицията на съответния инструмент от точния такт. В различни модели тази функция е позната като swing или shuffle.
По-старите дръм-машини са ползвали палитри (patterns), на които се програмират бийтовете, след което тя ги просвирва. При повечето дръм-машини всеки семпъл може да се настрои с филтри, гейт (gate), обвиваща крива, височина.
Фактически в голяма част от полифоничните синтезатори, особено от тип workstation и изобщо тези, които притежават секвенсер, има вградена дръм машина.
В днешно време VST технологията на Стейнберг дава възможност на всеки, който разполага с компютър, да ползва софтуерни версии на популярни дръм-машини.